# Hemigomphus
Genre
Hemigomphus  est un genre  dans la famille des Gomphidae appartenant au sous-ordre des Anisoptères dans l'ordre des Odonates. 

## Liste d'espèces
Ce genre comprend 7 espèces :
- Hemigomphus atratus Watson, 1991
- Hemigomphus comitatus (Tillyard, 1909)
- Hemigomphus cooloola Watson, 1991
- Hemigomphus gouldii (Selys, 1854)
- Hemigomphus heteroclytus Selys, 1854
- Hemigomphus magela Watson, 1991
- Hemigomphus theischingeri Watson, 1991